# Расколина
Расколина (Расколиха) — река в России, протекает в Ивановской области. Левый приток Инвешки.

## География
Река Расколина берёт начало около деревни Завражново. Течёт в западном направлении. У деревни Пещеры на реке образовано водохранилище площадью 31,7 га. Устье реки находится в 1,2 км по левому берегу реки Инвешка. Длина реки составляет 10 км. Не судоходна.
На картах XIX века река обозначается как Сабелка.

## Данные водного реестра
По данным государственного водного реестра России относится к Окскому бассейновому округу, водохозяйственный участок реки — Уводь от истока и до устья, речной подбассейн реки — Бассейны притоков Оки от Мокши до впадения в Волгу. Речной бассейн реки — Ока.
Код объекта в государственном водном реестре — 09010301012110000033120.